# (15131) Alanalda
(15131) Alanalda est un astéroïde de la ceinture principale.

## Description
(15131) Alanalda est un astéroïde de la ceinture principale. Il fut découvert le 10 mars 2000 à Kitt Peak par le projet Spacewatch. Il présente une orbite caractérisée par un demi-grand axe de 2,62 UA, une excentricité de 0,12 et une inclinaison de 6,6° par rapport à l'écliptique.

## Compléments